# Wanda Jarszewska

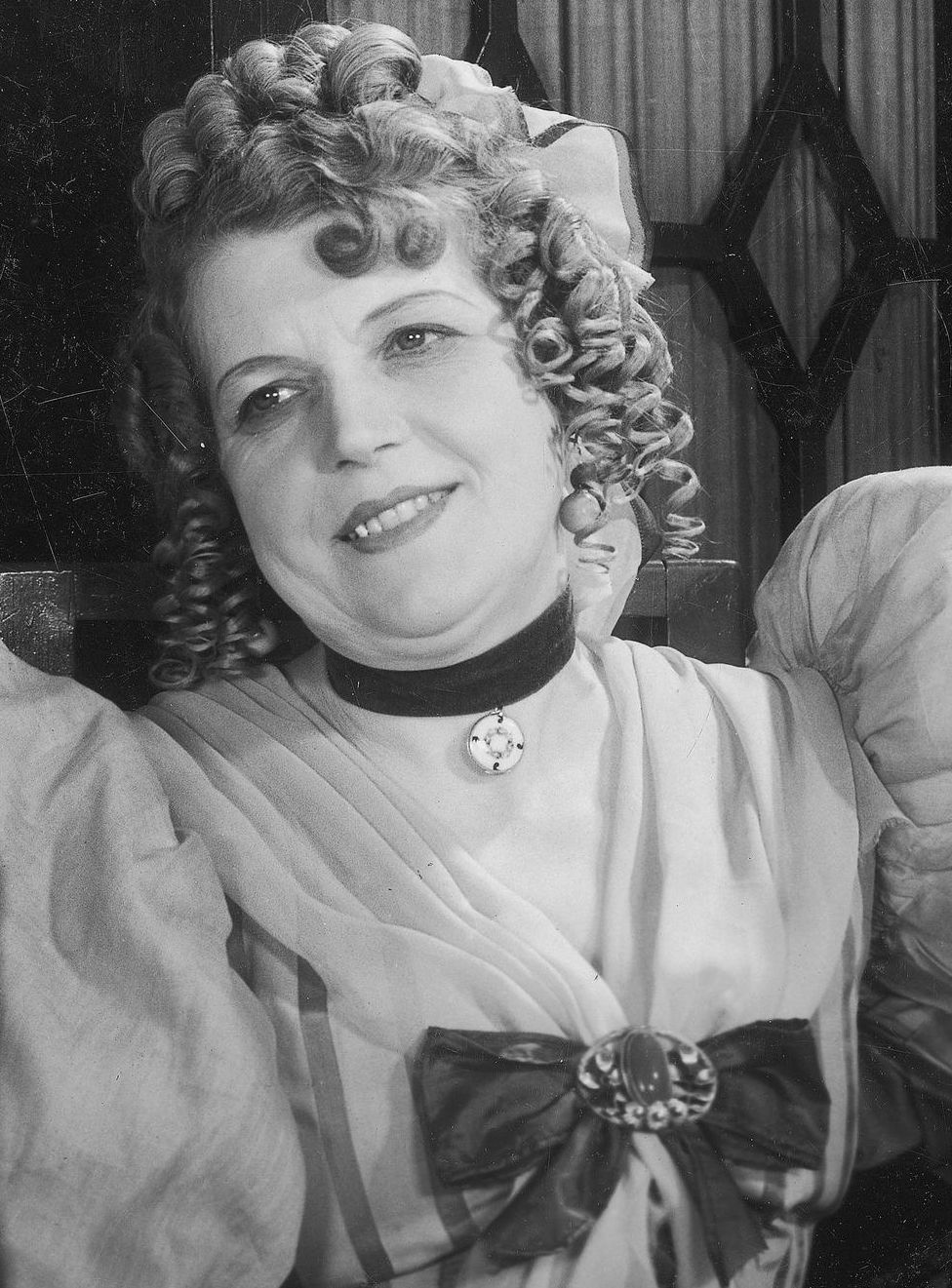
Wanda Jarszewska im Jahr 1932

Wanda Jarszewska (* 3. November 1888 in Warschau; † 15. Mai 1964 ebenda) war eine polnische Schauspielerin.

## Leben
Wanda Jarszewska wurde 1888 in Warschau geboren und absolvierte die Dramatische Klasse in der Warschauer Musikgesellschaft (Warszawskie Towarzystwo Muzyczne im. Stanisława Moniuszki). 1905 debütierte sie in der Wandergruppe vom Bolesławski. Sie spielte danach in verschiedenen Tourneetheatern und den Warschauer Theatern. 1909 wechselte sie dann auf Vorschlag von Ludwik Solski an das Słowacki-Theater in Krakau, wo sie in etlichen Rollen auftrat und so große Erfolge feierte. Sie blieb an dem Haus bis 1919, die nächsten 20 Jahre spielte sie dann wieder in Warschau. Im Zweiten Weltkrieg spielte sie im offenen Komedia-Theater und war Kellnerin in der Bar Znachor. Ab 1947 spielte sie dann kontinuierlich am Warschauer Powszechny-Theater.
Wanda Jarszewska spielte auch in vielen Filmen mit, ihr Schaffen umfasste über 40 Werke, wobei der Großteil davon zwischen 1932 und dem Beginn des Zweiten Weltkriegs entstanden ist.

## Filmografie
- 1916: Tyrannenherrschaft (Pod jarzmem tyranów)
- 1921: Pan Twardowski
- 1932: Księżna Łowicka
- 1933: Dvanáct kresel
- 1933: Szpieg w masce
- 1933: Zabawka
- 1933: Prokurator Alicja Horn
- 1933: Kreuzweg einer Liebe (Wyrok zycia)
- 1934: Kocha, lubi, szanuje
- 1934: Sluby ulanskie
- 1934: Przeor Kordecki – obronca Czestochowy
- 1934: Córka generala Pankratowa
- 1935: Antek policmajster
- 1935: Kochaj tylko mnie
- 1936: Bedzie lepiej
- 1936: August der Starke (auch: Der galante König)
- 1936: Seine große Liebe (Jego wielka milosc)
- 1936: Fredek uszczęśliwia świat
- 1936: Trędowata
- 1936: Ada! To nie wypada!
- 1936: 30 karatów szczęścia
- 1936: Będzie lepiej
- 1936: Amerykanska awantura
- 1937: Abenteuer in Warschau (Dyplomatyczna żona)
- 1937: Ty, co w Ostrej swiecisz Bramie
- 1937: Ksiazatko
- 1937: Znachor
- 1937: Skłamałam
- 1937: Niedorajda
- 1937: Ulan ksiecia Józefa
- 1938: Kosciuszko pod Raclawicami
- 1938: Kobiety nad przepascia
- 1938: Wrzos
- 1938: Druga młodość
- 1938: Granica
- 1938: Florian
- 1938: Serce matki
- 1938: Moi rodzice rozwodzą się
- 1938: Sygnaly
- 1938: Za winy niepopelnione
- 1939: Biały Murzyn
- 1939: O czym sie nie mówi...
- 1939: Doktór Murek
- 1941: Żona i nie żona
- 1958: Teatr Telewizji
- 1962: Dziewczyna z dobrego domu